# Idool 2003
Idool 2003 was het eerste seizoen van de Vlaamse versie van het wereldbekende format Idool. Via deze wedstrijd werd menig jong zangtalent ontdekt in Vlaanderen. Het programma werd gewonnen door Peter Evrard en werd opgevolgd door Idool 2004. De Idool-shows werden gelanceerd in het najaar van 2002 en werden gepresenteerd door de broers Koen en Kris Wauters van de groep Clouseau. De jury bestond uit Jan Leyers, Nina De Man, Jean Blaute en Bart Brusseleers.
Na een nationale oproep gericht naar potentieel zangtalent werden in 2002 audities gehouden doorheen heel Vlaanderen. Van de duizenden kandidaten werden er 100 weerhouden die doorgingen naar de volgende ronde. Daarin werd de groep nog eens geschift tot vijftig deelnemers (vijf groepen van tien) die het in de halve finales live tegen elkaar moesten opnemen in de VTM-studio's. Elke keer gingen twee van de tien kandidaten door naar de finale, tot men tien finalisten had. In de finale mochten de tien finalisten het onder elkaar uitvechten in de liveshows op VTM, waar ze de kijkers moesten overhalen om op hen te stemmen. Iedere grote liveshow had een bepaald thema, zoals Mijn idool, Jaren 80, Nederlandstalig, Filmmuziek, Disco, Big Band, Latino en Keuze van de jury. Op 9 mei 2003 werd Peter Evrard uit Beerse gekroond tot winnaar en daarmee mocht hij ook zijn handtekening zetten onder een platencontract.
Deze reeks van Idool werd gekenmerkt door het succes van zowel finalisten als enkele halvefinalisten.
Finalisten
- Rocker Peter Evrard won de wedstrijd, maar kon nooit echt doorbreken hoewel hij derde eindigde op World Idol, met het lied Lithium van Nirvana. Hij had dat in grote mate wel te danken aan het feit dat hij tijdens de jurybeoordeling in de clinch ging met Simon Cowell, die enkel positieve opmerkingen had over de Amerikaanse en Britse deelnemers en de andere deelnemers voortdurend afbrak. Later zong hij samen met Sofie Van Moll wel nog de generiek van Thuis in.
- De grote ster na het programma werd Natalia. Zij bracht het tot de ene grote hit na de andere en werd ook bekend in het buitenland. In 2005 nam zij een duet op met The Pointer Sisters, in 2007 met En Vogue en in 2010 met Anastacia.
- Wim Soutaer kreeg ook een platencontract. Hij zong in het Nederlands. Hij kende succes met zijn singles "Allemaal" en "Zonder Woorden"
- Brahim Attaeb was de laatste die een contract kreeg. De Belg van Marokkaanse afkomst werd zelfs bekend in Marokko met zijn hits "Turn The Music Up" en "Didi".

Halvefinalisten
- Hadise - Hoewel ze de finale niet eens haalde, kreeg ze onmiddellijk na haar Idool-avontuur een contract aangeboden en groeide uit tot een veelgevraagde artieste in binnen - en buitenland. In 2009 vertegenwoordigde ze Turkije op het 54e Eurovisiesongfestival met het nummer Düm Tek Tek. Met 177 punten wist ze als vierde te eindigen.
- Udo Mechels - winnaar van X-Factor
- Johan Waem - beter bekend als Danzel

Idool 2003 kreeg in 2004 een opvolger onder de noemer Idool 2004. Deze wedstrijd werd gewonnen door Joeri Fransen. Idool 2007 werd gewonnen door Dean Delannoit.

## Jury
- Jan Leyers
- Jean Blaute
- Bart Brusseleers
- Nina De Man